# Justin Bieber
Justin Drew Bieber (London, 1 maart 1994) is een Canadees zanger. Hij begon als kleuter met drummen en gitaarspelen en zong voor het eerst in het openbaar toen hij twaalf jaar oud was. Twee jaar later, nadat hij aan de hand van een video op YouTube was ontdekt, tekende hij zijn eerste platencontract, en groeide vervolgens uit tot een tieneridool.

## Biografie

### Jeugd en begin van zijn carrière
Bieber is de zoon van Jeremy Bieber en Pattie Mallette. Hij is opgegroeid in Stratford (Ontario). Zijn ouders zijn gescheiden. Zijn vader woont in Canada. Via zijn vader heeft hij een jonger halfzusje en -broertje, Jazmyn en Jaxon. Op zijn tweede begon hij met drummen, kort daarna startte hij met gitaar spelen. Zo heeft hij zichzelf drums, gitaar, piano en trompet leren spelen. Op zijn twaalfde begon hij met zingen en deed hij mee aan een lokale zangwedstrijd, waar hij als tweede eindigde.
Aanvankelijk zette Bieber filmpjes van zijn deelname aan een lokale zangwedstrijd op YouTube voor familie en vrienden die niet bij zijn optredens konden zijn. Een medewerker van Ushers platenlabel Island Def Jam, Scooter Braun, liet hem overvliegen naar Atlanta om te zien wat Usher van hem vond. Hij kon ook kiezen voor Justin Timberlakes label, maar is uiteindelijk toch voor Usher gegaan. In oktober 2008 tekende Bieber een platencontract bij Island Records.

### My World (2009–2010)

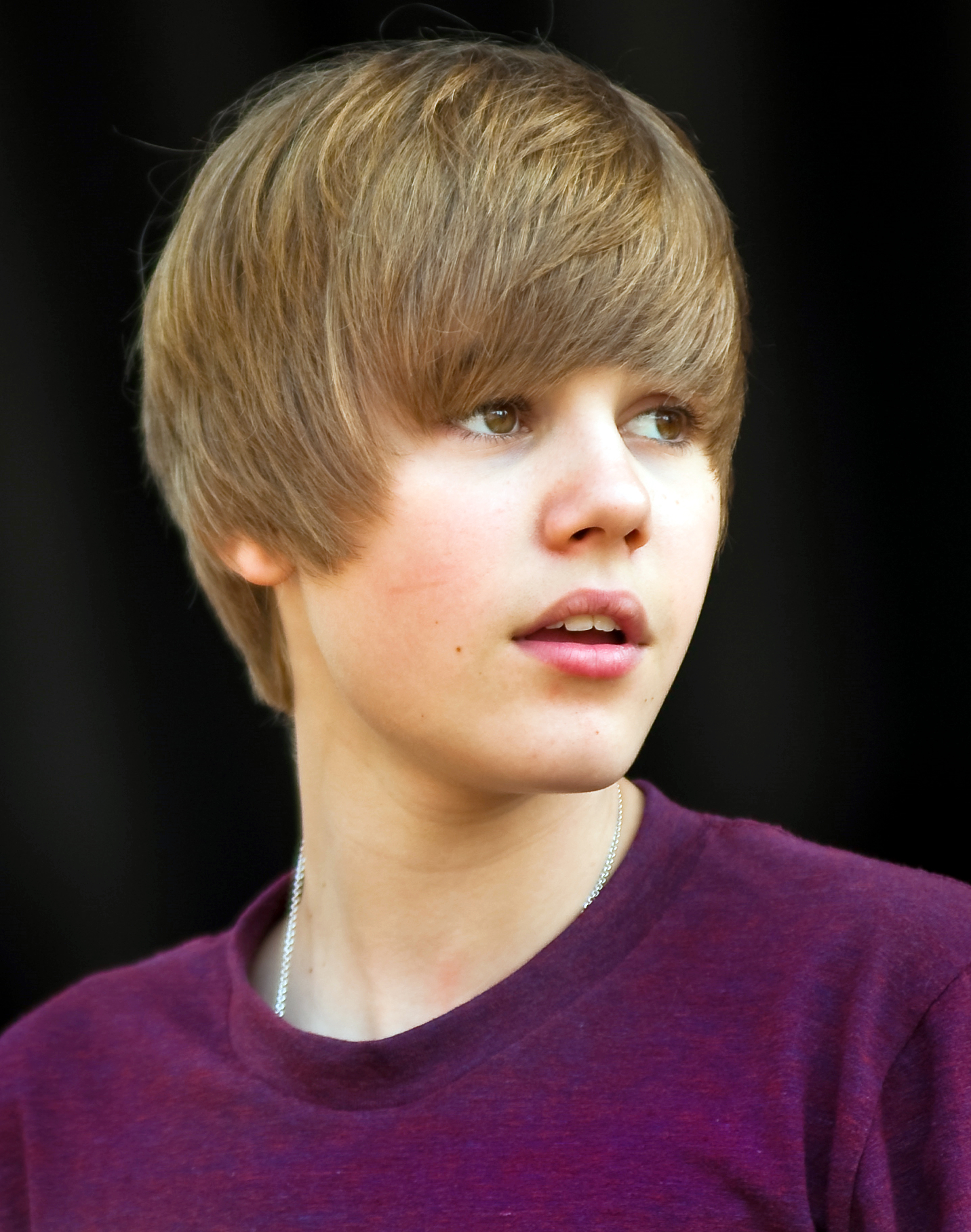
Justin Bieber, april 2010

Biebers debuutsingle One Time kwam uit op 7 juli 2009. Zijn tweede single, "One Less Lonely Girl", is op 6 oktober 2009 uitgekomen. Favorite Girl en Love Me zijn ook uitgekomen op iTunes. Andere liedjes van Bieber zijn "Where Are You Now", "Never Let You Go" en "Bigger". Deze zijn nog niet officieel uitgekomen op iTunes, maar waren wel al te beluisteren op YouTube. Verder heeft Bieber nog een aantal gecoverde liedjes op zijn YouTube account staan, waaronder "With You", "Wait For You" en "Cry Me a River".
Vanaf dinsdag 27 oktober 2009 was Biebers single "Love Me" te koop via iTunes. Deze single had Bieber nog nooit eerder gezongen in het bijzijn van publiek en was voor zijn fans dus totaal nieuw. Het nummer lekte twee dagen van tevoren uit, onder andere op YouTube. Verder hadden veel mensen het al één dag van tevoren gekocht via iTunes, omdat het door een fout een dag te vroeg te koop was. Apple heeft de single kort erna weer van iTunes afgehaald.
Ook verscheen op 27 oktober 2009 de akoestische versie van "One Time" in iTunes. Een week later, op 3 november 2009, kwam "Favorite Girl" officieel uit in iTunes. Op 17 november 2009 kwam Biebers album, getiteld My World, uit. Alleen deel 1 kwam uit, met daarop acht liedjes, waaronder "One Less Lonely Girl" in het Frans. Andere liedjes die erop staan maar nog niet waren uitgegeven zijn "Common Denominator", "First Dance" (featuring Usher) en "Down to Earth." Bieber heeft in totaal vijf singles vrijgegeven voordat zijn album uitkwam.

### My World 2.0 en Never Say Never (2010–2011)
Op 16 maart 2010, een week voordat zijn tweede album in de verkoop ging, werd de eerste grote tournee van Bieber aangekondigd. Deze concertreeks diende ter promotie van Biebers gelijknamige albums My World en My World 2.0. Op het album My World 2.0 stonden 10 liedjes, waarvan er 4 zijn uitgekomen als single waaronder Baby, zijn eerste echte grote single. Op 4 maart 2010 debuteerde in Ryan Seacrests radioshow het nummer "Eenie Meenie", een duet met Sean Kingston. Na het grote My World 2.0, kwamen de albums My Worlds Acoustic en Never Say Never: The Remixes uit. Van het album My Words Acoustic kwam 1 single uit genaamd Pray. Van Never Say Never: The Remixes ging de single Never Say Never opnieuw uitgegeven worden. Het album werd uitgegeven, omdat er een gelijknamige film van Bieber was uitgekomen namelijk (Justin Bieber: Never Say Never). Op 27 maart 2011 gaf Bieber het eerste en enige concert in Nederland, in Ahoy Rotterdam. Drie dagen later, op 30 maart, gaf de zanger ook het allereerste optreden in België, in het Sportpaleis Antwerpen.

### Under The Mistletoe en Believe (2011–2012)
Op basis van geruchten op Twitter werd er eind juni 2011 heel wat gespeculeerd over het nieuwe album van Bieber. Dit kwam mede doordat zowel Scooter Braun, de manager van Bieber, als Bieber zelf een twitterbericht plaatsten met mededelingen over Biebers nieuwe album. Na een twitterbericht waarin Bieber vermeldde dat hij bezig was aan nieuwe muziek, plaatste hij een hashtag, namelijk #Believe. Ook Braun plaatste een twitterbericht over het nieuwe album, over een mogelijke "BelieveTour". Aan de twitterberichten te zien, zou Biebers nieuwe album mogelijk "Believe" gaan heten en zijn nieuwe tournee "BelieveTour" of "Believertour".
In september werd duidelijk dat de geruchten niet helemaal klopten. Bieber bracht een kerstalbum uit. In oktober kwam de eerste single Mistletoe uit. Het album Under The Mistletoe kwam uit op 1 november 2011.
In de lente van 2012 kwam het volgende 'echte' album Believe wel uit. Op 26 maart werd de eerste single Boyfriend uitgebracht, geschreven door Mike Posner. In mei en juni kwamen ook Die In Your Arms, Turn To You, Right Here en As Long As You Love Me uit op digitale single. Op 17 juni 2012 kwam het album Believe uit met duets van onder andere Drake en Nicki Minaj.
Vanaf 29 september 2012 startte de Believe Tour. Vanaf februari 2013 kwam de tournee ook naar Europa: op 10 april naar België in het Sportpaleis van Antwerpen. Op 13 april kwam hij voor de tweede keer naar Nederland. In het GelreDome in Arnhem moesten fans ruim een uur wachten. Hij bezocht ook het Anne Frank Huis. Door de grote vraag naar toegangskaartjes kwam er op 11 april een tweede optreden in Antwerpen.
In augustus 2013 lekte er een duet van Bieber met Michael Jackson. Het nummer was het op dat moment onuitgebrachte "Slave To The Rhythm".
Later lekte ook het nummer "Twerk". Een samenwerking met Lil Twist en Miley Cyrus.

### Journals en Samenwerking Cody Simpson (2013–2014)
Op 3 oktober 2013 kondigde Bieber aan dat hij elke maandag gedurende tien weken een nieuwe track zou uitbrengen als aanloop naar zijn nieuwe documentaire film Justin Bieber's: Believe, de opvolger van zijn vorige film Justin Bieber: Never Say Never. Het eerste nummer van de Music Monday's, het langverwachte "Heartbreaker", verscheen op 7 oktober. De tweede single, "All That Matters" werd uitgebracht op 14 oktober, gevolgd door "Hold Tight" op 21 oktober, "Recovery" op 28 oktober, "Bad Day" op 4 november, "All Bad" op 11 november, "PYD" (een samenwerking met R. Kelly), werd uitgebracht op 18 november, gevolgd door "Roller Coaster" op 25 november, "Change Me" op 2 december en het laatste lied van de Music Monday's, "Confident" (een samenwerking met Chance The Rapper), werd uitgebracht op 9 december 2013. Alle 10 tracks, samen met vijf extra onuitgegeven nummers, een videoclip van "All That Matters" en een trailer van Believe, werden uitgegeven als het album genaamd Journals. De titels van de vijf nieuwe aanvullende nummers zijn: "One Life", "Backpack" (een samenwerking met Lil Wayne), "What's Hatnin'" (een samenwerking met The Future), "Swap It Out", en "Memphis" (een samenwerking met Big Sean en Diplo).

### Where Are Ü Now en Purpose (2015–2016)
In februari 2015, bracht Bieber in samenwerking met Jack Ü (bestaande uit Skrillex en Diplo) een remix uit van Biebers nummer getiteld "Where Are Ü Now". De originele akoestische demoversie van Bieber verscheen op 10 juni 2015 op het internet. In maart 2015, verscheen Bieber in de muziekvideo van Carly Rae Jepsen "I Really Like You". Op 29 juli 2015 kondigde Bieber aan dat hij 30 dagen later een nieuwe single zou uitbrengen getiteld "What Do You Mean?". Dit is de eerste single van Biebers nieuwe album. De single is een samenwerking met de schrijver en producer Jason Boyd beter bekend als Poo Bear die al eerder hielp bij het schrijven en produceren van vele nummers van Biebers vorige album Journals en het nummer "Where Are Ü Now". De single kwam op 28 augustus 2015 uit en stond binnen 5 minuten op nummer 1 op iTunes. Dit was tevens een nieuw record. Op 30 augustus 2015 trad Bieber op bij de VMA's met de singles "Where Are Ü Now" en "What Do You Mean" Bieber meldde dat Skrillex een van de belangrijkste producers zal zijn van zijn single Purpose dat op 13 november 2015 zal verschijnen. "Purpose" werd aangekondigd op 24 juli 2015. Uit deze single blijkt dat Bieber niet langer voor zichzelf wil leven: I put my heart into your hands. Here’s my soul to keep. I let you in with all that I can. You’re not hard to reach. And you bless me with the best gift. That I’ve ever known. You give me purpose. Yeah, you’ve given me purpose. Ook werd bekend dat op 23 oktober 2015 de tweede single van het album "Sorry" zal verschijnen en een week voor de release van "Purpose" op 9 november 2015 de derde single "No Pressure". Op het album zal ook een remix staan van Bieber's single "What Do You Mean" samen met Ariana Grande. Deze track ontvang je tevens wanneer je "Purpose" pre-ordered op iTunes. Vele nummers van "Purpose" zijn geschreven door een van Bieber's vaste tekstschrijvers Jason Boyd. In totaal zullen er 20 nieuwe tracks gereleased worden (inclusief de tracks op de Deluxe uitgaves). Bieber werkt op het nieuwe album samen met artiesten als: Big Sean, Nas, Travi$ Scott, Drake en The Weeknd. Bekende artiesten als Ed Sheeran en tevens goede vriend Cody Simpson hebben mee geholpen met het schrijfproces van enkele nummers voor het nieuwe album.

### Terug in de VS (2017–2019)
Toen Bieber in maart en april 2017 met zijn Purpose tour in Australië en Nieuw-Zeeland was, bezocht hij tussendoor samen met Carl Lentz, voorganger van een Hillsong-gemeente in New York, een vierdaagse conferentie van Hillsong in Sydney. Op 24 juli 2017 brak hij zijn wereldwijde tournee af om meer tijd te besteden aan het christelijk geloof. Ten grondslag hieraan lag het vierdaagse bezoek in Sydney. Na zijn besluit om de Purpose tour af te breken, heeft Bieber met verschillende artiesten verscheidene nummers uitgebracht. Friends, geproduceerd door BloodPop, was het eerste nummer dat verscheen. Deze single verscheen op 18 augustus 2017. In 2018 bracht Poo Bear, veelvoudig collaborateur van Bieber, de single Hard 2 Face Reality uit. Hierop zijn ook de stemmen van Bieber en Amerikaanse rapper Jay Electronica te horen. In juli 2018 maakte DJ Khaled bekend een single met Bieber, Chance the Rapper en Quavo opgenomen te hebben, deze single, No Brainer, verscheen op 27 juli 2018 en debuteerde op nummer 5 van de Billboard Hot 100. Verder werkte Bieber ook samen met Britse zanger Ed Sheeran voor het nummer I Don't Care. De single was een enorm succes en brak het record van meeste streams binnen één dag van Spotify met 10.977 miljoen streams.

### Changes (2020-heden)
Tijdens zijn optreden met Ariana Grande bij Coachella in 2019, kondigde Bieber aan dat hij binnenkort een nieuw album uit zou brengen. In januari 2020 verscheen Yummy, de eerste single van zijn vijfde studioalbum, Changes. Yummy werd gevolgd door Intentions (met Quavo) en, tegelijkertijd met het verschijnen van het album op 14 februari 2020, Forever (met Post Malone en Clever). Op het album zijn verschillende artiesten te horen, waaronder ook Kehlani, Lil Dicky, Travi$ Scott en Summer Walker. Voor verdere promotie maakte Bieber ook een tiendelige serie op YouTube genaamd Justin Bieber: Seasons, deze ging in première op 27 januari 2020 en werd beschreven als "een intieme kijk op zijn muzikale creatieproces."
Op 10 juli 2025 bracht Bieber onverwachts een zevende album uit met de titel Swag.

### Overig werk
Naast zijn muzikale carrière verdient Justin Bieber ook nog inkomen op andere manieren. Zo heeft hij een eigen investeringsmaatschappij die investeert in beginnende bedrijven. Zo is hij een van de hoofdinvesteerders van de app "Shots". Daarnaast heeft hij een aantal parfums uitgebracht: Someday, Girlfriend en The Key. Bieber heeft tweemaal een hoofdrol gespeeld Calvin Klein-campagnes: in 2015 samen met de Nederlandse Lara Stone en in 2020 met zijn vrouw Hailey Baldwin.

### Privéleven
Sinds begin januari 2011 had Bieber een relatie met actrice Selena Gomez. De twee kwamen er in mei 2011 bij de uitreiking van de Billboard Music Awards publiekelijk voor uit. Bieber en Gomez gingen na een relatie van ruim anderhalf jaar uit elkaar.
Op 23 januari 2014 werd Bieber in Miami gearresteerd wegens onder meer straatracen en rijden onder invloed. Na enkele uren werd hij op borgtocht vrijgelaten. Het was de eerste keer dat Bieber werd aangehouden, wel liepen er al andere onderzoeken naar hem, waaronder een beschuldiging dat hij het huis van een buurman bekogelde met eieren.
Op 13 september 2018 is Bieber getrouwd met Hailey Baldwin, dochter van acteur Stephen Baldwin. Ze hebben samen een zoon.

### Ziekte
In juni 2022 maakte Bieber bekend gediagnosticeerd te zijn met het syndroom van Ramsay Hunt.

## Discografie

### Albums
| Album met eventuele hitnotering(en) in de Nederlandse Album Top 100 | Datum van verschijnen | Datum van binnenkomst | Hoogste positie | Aantal weken | Opmerkingen             |
| ------------------------------------------------------------------- | --------------------- | --------------------- | --------------- | ------------ | ----------------------- |
| My World                                                            | 13-11-2009            | 21-11-2009            | 52              | 20           |                         |
| My World 2.0                                                        | 19-03-2010            | 27-03-2010            | 4               | 36           |                         |
| My Worlds - The Collection                                          | 19-11-2010            | 27-11-2010            | 17              | 43           | Verzamelalbum / Platina |
| Under the Mistletoe                                                 | 28-10-2011            | 05-11-2011            | 10              | 10           |                         |
| Believe                                                             | 15-06-2012            | 23-06-2012            | 2               | 25           |                         |
| Believe acoustic                                                    | 2013                  | 02-02-2013            | 4               | 15           |                         |
| Purpose                                                             | 13-11-2015            | 21-11-2015            | 1(1wk)          | 255          |                         |
| Changes                                                             | 2020                  | 22-02-2020            | 1(1wk)          | 32           |                         |
| Justice                                                             | 2021                  | 02-04-2021            | 1(7wk)          | 112          |                         |
| Swag                                                                | 2025                  | 19-07-2025            | 1(1wk)          | 5*           |                         |

| Album met hitnotering(en) in de Vlaamse Ultratop 200 albums | Datum van verschijnen | Datum van binnenkomst | Hoogste positie | Aantal weken | Opmerkingen |
| ----------------------------------------------------------- | --------------------- | --------------------- | --------------- | ------------ | ----------- |
| My World                                                    | 2009                  | 19-12-2009            | 16              | 32           |             |
| My World 2.0                                                | 2010                  | 03-04-2010            | 3               | 28           |             |
| My Worlds                                                   | 19-03-2010            | 08-05-2010            | 7               | 41           |             |
| Under the Mistletoe                                         | 2011                  | 05-11-2011            | 11              | 19           |             |
| Believe                                                     | 2012                  | 23-06-2012            | 2               | 29           |             |
| Believe acoustic                                            | 2013                  | 09-02-2013            | 3               | 31           |             |
| Journals                                                    | 2013                  | 04-01-2014            | 27              | 6            |             |
| Purpose                                                     | 2015                  | 21-11-2015            | 2               | 210          | Goud        |
| Changes                                                     | 2020                  | 22-02-2020            | 3               | 44           |             |
| Justice                                                     | 2021                  | 02-04-2021            | 1(2wk)          | 123          |             |
| Swag                                                        | 2025                  | 19-07-2025            | 1(1wk)          | 5*           |             |

### Singles
| Single met eventuele hitnotering(en) in de Nederlandse Top 40 | Datum van verschijnen | Datum van binnenkomst | Hoogste positie | Aantal weken | Opmerkingen                                                                                    |
| ------------------------------------------------------------- | --------------------- | --------------------- | --------------- | ------------ | ---------------------------------------------------------------------------------------------- |
| One Time                                                      | 18-05-2009            | 12-12-2009            | tip13           | -            | Nr. 74 in de Single Top 100                                                                    |
| Baby                                                          | 18-01-2010            | 10-04-2010            | 23              | 6            | met Ludacris / Nr. 23 in de Single Top 100                                                     |
| Eenie Meenie                                                  | 23-03-2010            | -                     |                 |              | met Sean Kingston / Nr. 95 in de Single Top 100                                                |
| Never Say Never                                               | 25-01-2011            | -                     |                 |              | met Jaden Smith / Nr. 70 in de Single Top 100                                                  |
| Mistletoe                                                     | 17-10-2011            | -                     |                 |              | Nr. 21 in de Single Top 100                                                                    |
| Live my life                                                  | 25-02-2012            | 10-03-2012            | tip9            | -            | met Far East Movement / Nr. 45 in de Single Top 100                                            |
| Boyfriend                                                     | 26-03-2012            | 31-03-2012            | tip2            | -            | Nr. 8 in de Single Top 100                                                                     |
| Turn to You (Mother's Day Dedication)                         | 11-05-2012            | -                     |                 |              | Nr. 24 in de Single Top 100                                                                    |
| Die in Your Arms                                              | 29-05-2012            | -                     |                 |              | Nr. 41 in de Single Top 100                                                                    |
| All Around the World                                          | 26-02-2013            | 16-06-2012            | tip11           | -            | met Ludacris / Nr. 52 in de Single Top 100                                                     |
| As Long as You Love Me                                        | 10-07-2012            | -                     |                 |              | met Big Sean / Nr. 33 in de Single Top 100                                                     |
| Beauty and a Beat                                             | 24-10-2012            | 10-11-2012            | tip1            | -            | met Nicki Minaj / Nr. 43 in de Single Top 100                                                  |
| Right Here                                                    | 05-02-2013            | 23-03-2013            | tip16           | -            | met Drake                                                                                      |
| #thatPOWER                                                    | 18-03-2013            | 04-05-2013            | 14              | 14           | met Will.i.am / Nr. 23 in de Single Top 100                                                    |
| Lolly                                                         | 04-02-2013            | -                     |                 |              | met Maejor Ali & Juicy J / Nr. 68 in de Single Top 100                                         |
| Heartbreaker                                                  | 07-10-2013            | 12-10-2013            | tip6            | -            | Nr. 5 in de Single Top 100                                                                     |
| All That Matters                                              | 14-10-2013            | -                     |                 |              | Nr. 11 in de Single Top 100                                                                    |
| Hold Tight                                                    | 21-10-2013            | -                     |                 |              | Nr. 14 in de Single Top 100                                                                    |
| Wait for a Minute                                             | 22-10-2013            | -                     |                 |              | met Tyga / Nr. 31 in de Single Top 100                                                         |
| Recovery                                                      | 28-10-2013            | -                     |                 |              | Nr. 14 in de Single Top 100                                                                    |
| Bad Day                                                       | 04-11-2013            | -                     |                 |              | Nr. 16 in de Single Top 100                                                                    |
| All Bad                                                       | 11-11-2013            | -                     |                 |              | Nr. 14 in de Single Top 100                                                                    |
| PYD                                                           | 18-11-2013            | -                     |                 |              | met R. Kelly / Nr. 19 in de Single Top 100                                                     |
| Roller Coaster                                                | 25-11-2013            | -                     |                 |              | Nr. 22 in de Single Top 100                                                                    |
| Change Me                                                     | 02-12-2013            | -                     |                 |              | Nr. 23 in de Single Top 100                                                                    |
| Confident                                                     | 09-12-2013            | -                     |                 |              | met Chance the Rapper / Nr. 23 in de Single Top 100                                            |
| Home to Mama                                                  | 11-11-2014            | -                     |                 |              | met Cody Simpson / Nr. 47 in de Single Top 100                                                 |
| Where Are Ü Now                                               | 27-02-2015            | 25-04-2015            | 11              | 26           | met Skrillex & Diplo / Nr. 9 in de Single Top 100                                              |
| What Do You Mean?                                             | 28-08-2015            | 05-09-2015            | 1(6wk)          | 24           | Nr. 1 in de Single Top 100                                                                     |
| Sorry                                                         | 23-10-2015            | 31-10-2015            | 1(5wk)          | 25           | Nr. 1 in de Single Top 100                                                                     |
| I'll Show You                                                 | 02-11-2015            | -                     |                 |              | Nr. 7 in de Single Top 100                                                                     |
| Purpose                                                       | 13-11-2015            | -                     |                 |              | Nr. 17 in de Single Top 100                                                                    |
| Mark My Words                                                 | 13-11-2015            | -                     |                 |              | Nr. 19 in de Single Top 100                                                                    |
| The Feeling                                                   | 13-11-2015            | -                     |                 |              | met Halsey / Nr. 26 in de Single Top 100                                                       |
| No Pressure                                                   | 13-11-2015            | -                     |                 |              | met Big Sean / Nr. 27 in de Single Top 100                                                     |
| Life Is Worthing                                              | 13-11-2015            | -                     |                 |              | Nr. 32 in de Single Top 100                                                                    |
| No Sense                                                      | 13-11-2015            | -                     |                 |              | met Travis Scott / Nr. 34 in de Single Top 100                                                 |
| Been You                                                      | 13-11-2015            | -                     |                 |              | Nr. 43 in de Single Top 100                                                                    |
| We Are                                                        | 13-11-2015            | -                     |                 |              | Nr. 52 in de Single Top 100                                                                    |
| Get Used to Me                                                | 13-11-2015            | -                     |                 |              | Nr. 57 in de Single Top 100                                                                    |
| Trust                                                         | 13-11-2015            | -                     |                 |              | Nr. 65 in de Single Top 100                                                                    |
| All in It                                                     | 13-11-2015            | -                     |                 |              | Nr. 66 in de Single Top 100                                                                    |
| Love Yourself                                                 | 13-11-2015            | 28-11-2015            | 1(3wk)          | 24           | Nr. 1 in de Single Top 100 / Alarmschijf                                                       |
| Children                                                      | 13-11-2015            | 16-01-2016            | 27              | 4            | Nr. 33 in de Single Top 100                                                                    |
| Company                                                       | 13-11-2015            | 02-07-2016            | tip13           | -            | Nr. 16 in de Single Top 100                                                                    |
| Cold Water                                                    | 2016                  | 23-07-2016            | 1(6wk)          | 23           | met Major Lazer & MØ / Nr. 1 in de Single Top 100 / Alarmschijf                                |
| Let Me Love You                                               | 2016                  | 20-08-2016            | 1(5wk)          | 25           | met DJ Snake / Nr. 2 in de Single Top 100                                                      |
| Despacito (remix)                                             | 2017                  | 29-04-2017            | 1(15wk)         | 25           | Dubbelnotering / met Luis Fonsi & Daddy Yankee / Nr. 1 in de Single Top 100                    |
| I'm the One                                                   | 2017                  | 13-05-2017            | 2               | 19           | met DJ Khaled, Quavo, Chance the Rapper & Lil Wayne / Nr. 7 in de Single Top 100 / Alarmschijf |
| 2U                                                            | 2017                  | 17-06-2017            | 2               | 21           | met David Guetta / Nr. 5 in de Single Top 100 / Alarmschijf                                    |
| Friends                                                       | 2017                  | 26-08-2017            | 6               | 13           | met Bloodpop / Alarmschijf                                                                     |
| Hard 2 Face Reality                                           | 2018                  | -                     |                 |              | met Poo Bear & Jay Electronica / Nr. 70 in de Single Top 100                                   |
| No Brainer                                                    | 2018                  | 04-08-2018            | 17              | 6            | met DJ Khaled, Chance the Rapper & Quavo                                                       |
| I Don't Care                                                  | 10-05-2019            | 18-05-2019            | 2               | 24           | met Ed Sheeran                                                                                 |
| Bad Guy                                                       | 2019                  | 03-08-2019            | 21              | 6            | met Billie Eilish / Dubbelnotering                                                             |
| 10,000 Hours                                                  | 2019                  | 19-10-2019            | 11              | 15           | met Dan + Shay                                                                                 |
| Yummy                                                         | 03-01-2020            | 11-01-2020            | 18              | 5            |                                                                                                |
| Intentions                                                    | 2020                  | 08-02-2020            | 8               | 13           | met Quavo                                                                                      |
| Stuck with U                                                  | 2020                  | 16-05-2020            | 6               | 13           | met Ariana Grande                                                                              |
| Holy                                                          | 2020                  | 26-09-2020            | 3               | 18           | met Chance the Rapper                                                                          |
| Lonely                                                        | 2020                  | 24-10-2020            | 2               | 15           | met Benny Blanco                                                                               |
| Monster                                                       | 2020                  | 28-11-2020            | 11              | 10           | met Shawn Mendes                                                                               |
| Anyone                                                        | 2021                  | 09-01-2021            | 7               | 16           |                                                                                                |
| Hold On                                                       | 2021                  | 13-03-2021            | 9               | 13           |                                                                                                |
| Peaches                                                       | 2021                  | 03-04-2021            | 2               | 12           | met Daniel Caesar & Giveon                                                                     |
| As I Am                                                       | 2021                  | 03-04-2021            | tip6            | -            | met Khalid                                                                                     |
| Stay                                                          | 2021                  | 17-07-2021            | 1(7wk)          | 23*          | met The Kid Laroi                                                                              |
| Essence                                                       | 2021                  | 21-08-2021            | -               | -            | met Wizkid en Tems Nr. 76 in de Single Top 100                                                 |
| Ghost                                                         | 2021                  | 16-10-2021            | 16              | 19           |                                                                                                |
| Attention                                                     | 2022                  | 12-03-2022            | tip26*          |              | met Omah Lay                                                                                   |
| Daisies                                                       | 2025                  | 11-07-2025            | 3               | 5            | / Alarmschijf                                                                                  |

| Single met hitnotering(en) in de Vlaamse Ultratop 50 | Datum van verschijnen | Datum van binnenkomst | Hoogste positie | Aantal weken | Opmerkingen                                                   |
| ---------------------------------------------------- | --------------------- | --------------------- | --------------- | ------------ | ------------------------------------------------------------- |
| One Less Lonely Girl                                 | 2009                  | 10-10-2009            | tip25           | -            |                                                               |
| One Time                                             | 2009                  | 07-11-2009            | tip12           | -            |                                                               |
| Baby                                                 | 2010                  | 24-04-2010            | 12              | 15           | met Ludacris / Nr. 3 in de Radio 2 Top 30                     |
| Eenie Meenie                                         | 2010                  | 26-06-2010            | 47              | 3            | met Sean Kingston                                             |
| Somebody to Love                                     | 2010                  | 14-08-2010            | 43              | 2            |                                                               |
| U Smile                                              | 01-11-2010            | 13-10-2010            | tip21           | -            |                                                               |
| Pray                                                 | 06-12-2010            | 25-12-2010            | tip5            | -            |                                                               |
| Never Say Never                                      | 2010                  | 09-04-2011            | 26              | 3            | met Jaden Smith                                               |
| Next to You                                          | 13-06-2011            | 02-07-2011            | tip10           | -            | met Chris Brown                                               |
| Mistletoe                                            | 10-2011               | 29-10-2011            | 28              | 1            |                                                               |
| All I Want for Christmas Is You (SuperFestive!)      | 05-12-2011            | 17-12-2011            | tip35           | -            | met Mariah Carey                                              |
| Boyfriend                                            | 2012                  | 07-04-2012            | 18              | 17           |                                                               |
| Live My Life                                         | 2012                  | 21-04-2012            | 39              | 3            | met Far East Movement                                         |
| Die in Your Arms                                     | 2012                  | 09-06-2012            | 47              | 1            |                                                               |
| All Around the World                                 | 2012                  | 16-06-2012            | 48              | 2            | met Ludacris                                                  |
| As Long as You Love Me                               | 2012                  | 23-06-2012            | 31              | 3            | met Big Sean                                                  |
| Beauty and a Beat                                    | 2012                  | 27-10-2012            | 21              | 17           | met Nicki Minaj                                               |
| Nothing like Us                                      | 2013                  | 02-02-2013            | tip21           | -            |                                                               |
| I Would                                              | 2013                  | 09-03-2013            | tip49           | -            |                                                               |
| #thatPOWER                                           | 2013                  | 06-04-2013            | 15              | 17           | met Will.i.am                                                 |
| Lolly                                                | 2013                  | 28-09-2013            | 42              | 5            | met Maejor Ali & Juicy J                                      |
| Heartbreaker                                         | 2013                  | 19-10-2013            | 8               | 1            |                                                               |
| All That Matters                                     | 2013                  | 26-10-2013            | 19              | 1            |                                                               |
| Hold Tight                                           | 2013                  | 02-11-2013            | 23              | 1            |                                                               |
| Wait for a Minute                                    | 2013                  | 02-11-2013            | 34              | 1            | met Tyga                                                      |
| Recovery                                             | 2013                  | 09-11-2013            | 23              | 1            |                                                               |
| Bad Day                                              | 2013                  | 16-11-2013            | 19              | 1            |                                                               |
| All Bad                                              | 2013                  | 23-11-2013            | 23              | 1            |                                                               |
| PYD                                                  | 2013                  | 30-11-2013            | 24              | 1            | met R. Kelly                                                  |
| Roller Coaster                                       | 2013                  | 07-12-2013            | 35              | 1            |                                                               |
| Change Me                                            | 2013                  | 14-12-2013            | 41              | 1            |                                                               |
| Confident                                            | 2013                  | 21-12-2013            | 34              | 1            | met Chance the Rapper                                         |
| Gas Pedal (Remix)                                    | 2013                  | 03-05-2014            | tip87           | -            | met Sage The Gemini & IamSu                                   |
| Where Are Ü Now                                      | 2015                  | 23-05-2015            | 15              | 23           | met Skrillex & Diplo                                          |
| What Do You Mean?                                    | 2015                  | 05-09-2015            | 3               | 22           | 2x Platina                                                    |
| Sorry                                                | 23-10-2015            | 31-10-2015            | 3               | 24           | 2x Platina                                                    |
| I'll Show You                                        | 2015                  | 14-11-2015            | 38              | 1            |                                                               |
| Love Yourself                                        | 13-11-2015            | 28-11-2015            | 2               | 27           | 2x Platina                                                    |
| Cold Water                                           | 2016                  | 30-07-2016            | 4               | 24           | met Major Lazer & MØ Goud                                     |
| Let me Love You                                      | 2016                  | 20-08-2016            | 6               | 25           | met DJ Snake 2x Platina                                       |
| I'm the One                                          | 2017                  | 13-05-2017            | 10              | 16           | met DJ Khaled, Quavo, Chance the Rapper & Lil Wayne / Platina |
| 2U                                                   | 2017                  | 17-06-2017            | 3               | 20           | met David Guetta Platina                                      |
| Friends                                              | 2017                  | 26-08-2017            | 15              | 14           | met Bloodpop Goud                                             |
| No Brainer                                           | 2018                  | 11-08-2018            | 24              | 9            | met DJ Khaled, Chance the Rapper & Quavo                      |
| I Don't Care                                         | 10-05-2019            | 18-05-2019            | 2               | 27           | met Ed Sheeran Platina                                        |
| Yummy                                                | 2020                  | 11-01-2020            | 21              | 9            |                                                               |
| Intentions                                           | 2020                  | 22-02-2020            | 17              | 13           | met Quavo                                                     |
| Stuck with U                                         | 2020                  | 16-05-2020            | 16              | 10           | met Ariana Grande                                             |
| Holy                                                 | 2020                  | 26-09-2020            | 19              | 14           | met Chance the Rapper Goud                                    |
| Lonely                                               | 2020                  | 24-10-2020            | 6               | 19           | met Benny Blanco Platina                                      |
| Monster                                              | 2020                  | 30-11-2020            | 35              | 6            | met Shawn Mendes                                              |
| Anyone                                               | 2021                  | 09-01-2021            | 15              | 13           |                                                               |
| Hold On                                              | 2021                  | 12-03-2021            | 9               | 13           |                                                               |
| Peaches                                              | 2021                  | 03-04-2021            | 12              | 17           | met Daniel Caesar & Giveon                                    |
| Stay                                                 | 2021                  | 10-07-2021            | 1 (1wk)         | 41           | met The Kid Laroi                                             |
| Ghost                                                | 2021                  | 19-12-2021            | 28              | 14           |                                                               |
| Daisies                                              | 2025                  | 11-07-2025            | 13              | 2            |                                                               |

### NPO Radio 2 Top 2000
| Nummers met noteringen in de NPO Radio 2 Top 2000 | '15  | '16  | '17  | '18  | '19  | '20  | '21  | '22  |
| ------------------------------------------------- | ---- | ---- | ---- | ---- | ---- | ---- | ---- | ---- |
| I Don't Care (met Ed Sheeran)                     | ×    | ×    | ×    | ×    | -    | 1719 | 1889 | -    |
| Love Yourself                                     | -    | 512  | 1216 | 1371 | 1942 | 1638 | 1773 | 1968 |
| Sorry                                             | 1151 | 874  | 1732 | -    | -    | -    | -    | -    |
| What Do You Mean?                                 | 1229 | 1288 | -    | -    | -    | -    | -    | -    |

1. ↑  Een '-' betekent dat het nummer niet was genoteerd, een '×' betekent dat het nummer nog niet was uitgebracht en een vetgedrukt getal geeft de hoogste notering van een nummer aan.
2. ↑  2015 was het eerste jaar met een notering voor Justin Bieber.
3. ↑  Deze tabel is bijgewerkt tot en met de meest recente editie (2024).

## Filmografie
| Jaar | Titel                          | Rol          | Notitie |
| ---- | ------------------------------ | ------------ | --- |
| 2009 | True Jackson, VP               | Zichzelf     | Gastrol |
| 2009 | My Date With...                | Zichzelf     | Gastrol |
| 2010 | Silent Library                 | Zichzelf     | Gastrol |
| 2010 | School Gyrls                   | Zichzelf     | Cameo |
| 2010 | Saturday Night Live            | Gast/zanger  | Afl. 35.18 en afl. 36.14 |
| 2010 | CSI: Crime Scene Investigation | Jason McCann | Shock Waves (seizoen 11, aflevering 1), Targets of Obsession (seizoen 11, aflevering 15). |
| 2010 | Hubworld                       | Gast         | Seizoen 1, aflevering 1 |
| 2010 | The X Factor                   | Zanger       | Serie 7, week 8 |
| 2011 | Extreme Makeover: Home Edition | Gast         | |
| 2011 | Justin Bieber: Never Say Never | Zichzelf     | Documentaire bioscoopfilm geproduceerd door MTV Films en uitgebracht door Paramount Pictures op 11 februari 2011 in de Verenigde Staten en in maart tot april wereldwijd. De officiële trailer werd uitgebracht op 26 oktober 2010 |
| 2011 | So Random!                     | Zichzelf     | Gast |
| 2014 | Justin Bieber's Believe        | Zichzelf     | Documentaire bioscoopfilm |
| 2016 | Zoolander 2                    | Zichzelf     | Cameo |

## Prijzen en nominaties

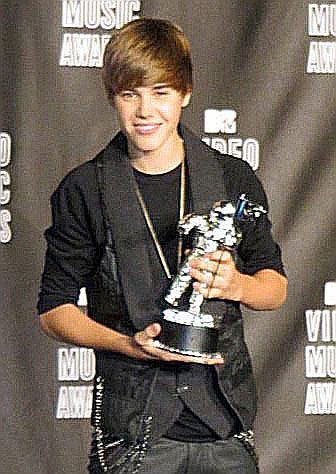
Bieber bij de MTV VMA van 2010

### Prijzen

#### Bemelman Annual Singing Competition 2009
- Beste artiest

#### American Music Awards 2010
- Favoriete pop/rockalbum
- Favoriete pop/rockzanger
- Beste nieuwkomer
- Artiest van het jaar

#### MTV EMA 2010
- Best man
- Beste nieuwe artiest
- Beste nieuwkomer

#### Brit Awards 2011
- Internationale nieuwkomer

#### MuchMusic Video Awards
- Favoriete artiest – week 3
- Favoriete artiest – week 4

#### Billboard Music Awards
- Top Male Artist
- Top Social Artist
- Milestone Award

#### Nederland
- Platina plaat voor zijn album My world: The collection

| Jaar | Genomineerd voor | Gebeurtenis                     | Prijs                                               | Resultaat   |
| ---- | ---------------- | ------------------------------- | --------------------------------------------------- | ----------- |
| 2010 | Zichzelf         | American Music Awards           | Artiest van het jaar                                | Gewonnen    |
| 2010 | Zichzelf         | American Music Awards           | Favoriete mannelijke pop/rockartiest                | Gewonnen    |
| 2010 | Zichzelf         | American Music Awards           | T-Mobile nieuwkomer                                 | Gewonnen    |
| 2010 | My World 2.0     | American Music Awards           | Favoriete pop/rockalbum                             | Gewonnen    |
| 2010 | Zichzelf         | BET Awards                      | Beste nieuwe artiest                                | Genomineerd |
| 2010 | My World 2.0     | Juno Awards                     | Album van het jaar                                  | Genomineerd |
| 2010 | My World 2.0     | Juno Awards                     | Popalbum van het jaar                               | Genomineerd |
| 2010 | Zichzelf         | Juno Awards                     | Nieuwe artiest van het jaar                         | Genomineerd |
| 2010 | Zichzelf         | Meus Prêmios Nick Awards        | Favoriete internationale artiest                    | Gewonnen    |
| 2010 | Zichzelf         | MTV Brazil Music Awards         | Internationale artiest                              | Gewonnen    |
| 2010 | Zichzelf         | MTV Europe Music Awards         | Beste nieuwe artiest                                | Genomineerd |
| 2010 | Zichzelf         | MTV Europe Music Awards         | Beste man                                           | Gewonnen    |
| 2010 | Zichzelf         | MTV Europe Music Awards         | Beste pop                                           | Gewonnen    |
| 2010 | Zichzelf         | MTV Video Music Awards          | Beste nieuwe artiest                                | Gewonnen    |
| 2010 | Zichzelf         | Much Music Video Awards         | UR FAVE: nieuwe artiest                             | Gewonnen    |
| 2010 | "Baby"           | Much Music Video Awards         | UR FAVE: Canadese video                             | Gewonnen    |
| 2010 | "Baby"           | Much Music Video Awards         | Internationale video van het jaar door een Canadees | Gewonnen    |
| 2010 | "One Time"       | Much Music Video Awards         | Internationale video van het jaar door een Canadees | Genomineerd |
| 2010 | "One Time"       | Myx Music Awards                | Favoriete internationale video                      | Gewonnen    |
| 2010 | Zichzelf         | Teen Choice Awards              | Choice Music: mannelijke artiest                    | Gewonnen    |
| 2010 | Zichzelf         | Teen Choice Awards              | Choice Music: mannelijke break-out-artiest          | Gewonnen    |
| 2010 | Zichzelf         | Teen Choice Awards              | Choice Summer Music Star: Man                       | Gewonnen    |
| 2010 | Zichzelf         | Teen Choice Awards              | Choice Fanatic Fans                                 | Genomineerd |
| 2010 | My World 2.0     | Teen Choice Awards              | Choice Music: popalbum                              | Gewonnen    |
| 2010 | Zichzelf         | TRL Awards                      | Beste internationale artiest                        | Gewonnen    |
| 2010 | Zichzelf         | World Music Awards              | Beste popartiest                                    | Genomineerd |
| 2010 | Zichzelf         | World Music Awards              | Beste nieuwe artiest                                | Genomineerd |
| 2010 | Zichzelf         | Young Hollywood Awards          | Nieuwkomer van het jaar                             | Gewonnen    |
| 2011 | Zichzelf         | Brit Awards                     | Internationale break-out-artiest                    | Gewonnen    |
| 2011 | Zichzelf         | Grammy Awards                   | Beste nieuwe artiest                                | Genomineerd |
| 2011 | My World 2.0     | Grammy Awards                   | Beste vocale popalbum                               | Genomineerd |
| 2011 | Zichzelf         | Juno Awards                     | Artiest van het jaar                                | Genomineerd |
| 2011 | Zichzelf         | Juno Awards                     | Fan Choice Award                                    | Gewonnen    |
| 2011 | My World 2.0     | Juno Awards                     | Album van het jaar                                  | Genomineerd |
| 2011 | My World 2.0     | Juno Awards                     | Popalbum van het jaar                               | Gewonnen    |
| 2011 | Zichzelf         | People's Choice Awards          | Favoriete break-out-artiest                         | Genomineerd |
| 2011 | "Baby"           | People's Choice Awards          | Favoriete muziekvideo                               | Genomineerd |
| 2011 | Zichzelf         | Nickelodeon Kids' Choice Awards | Favoriete mannelijke zanger                         | Gewonnen    |
| 2011 | "Baby"           | Nickelodeon Kids' Choice Awards | Favoriet lied                                       | Gewonnen    |
| 2011 | Zichzelf         | NME Awards                      | Boef van het jaar                                   | Genomineerd |
| 2011 | Zichzelf         | NME Awards                      | Minst stijlvol                                      | Gewonnen    |
| 2011 | My World         | NME Awards                      | Slechtste album                                     | Gewonnen    |